# Jan Weitkamp

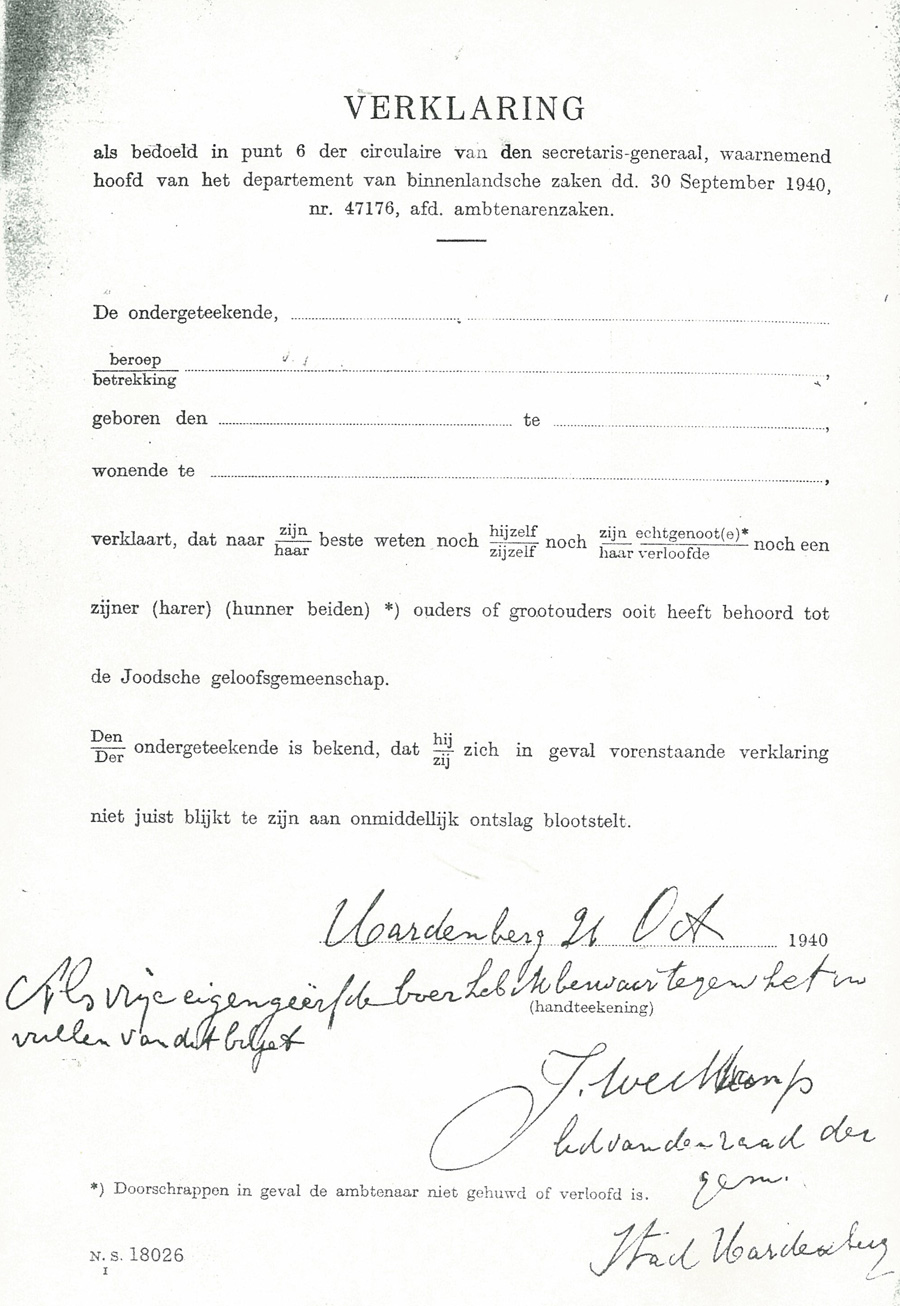
Weigering Ariërverklaring te tekenen door Jan Weitkamp

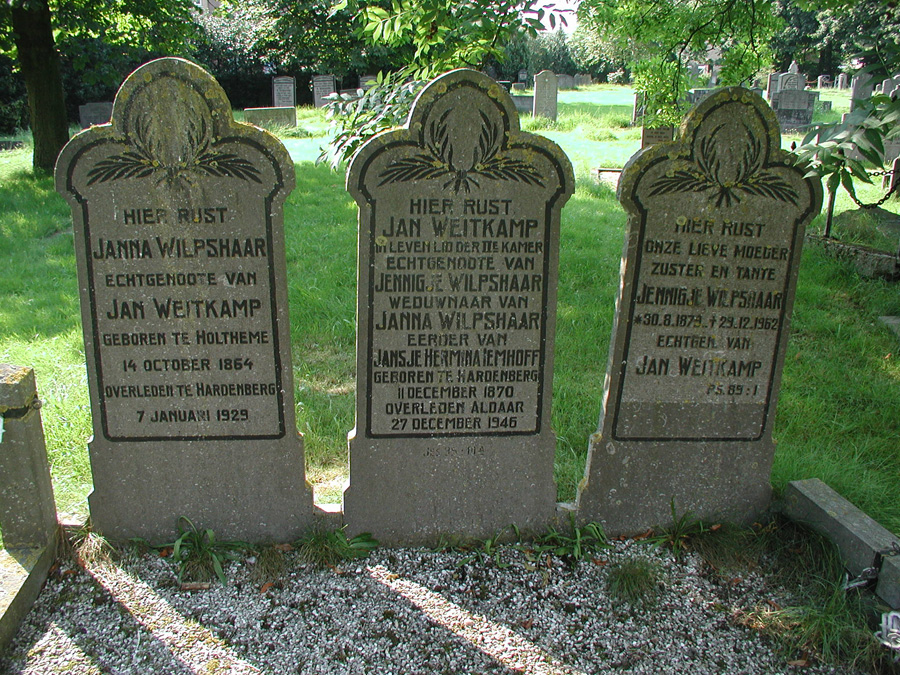
Graf van Jan Weitkamp en zijn vrouwen op Kerkhof Nijenstede te Hardenberg

Jan Weitkamp (Hardenberg, 11 december 1870 - aldaar, 27 december 1946) was een Nederlandse landbouwer en politicus.
Weitkamp was van 1918 tot 1946 lid van de Tweede Kamer voor de Christelijk-Historische Unie (CHU). Van 1919 tot 1940 was hij lid van de Provinciale Staten van Overijssel. Van 1929 tot 1940 was hij lid van de gemeenteraad van Stad Hardenberg en van 1933 tot 1939 was hij Adviserend lid van het hoofdbestuur van de CHU. Daarnaast is hij voorzitter van de CHU Statenkieskring Ommen geweest en redacteur van het CHU blad "Koningin en Vaderland".

## Geschiedenis
Weitkamp werd geboren als tweede kind in een gezin van zes kinderen met als ouders Hermann Wilhelm Weitkamp uit Ladbergen (in Münsterland, Duitsland) en Willemina Muijderman uit Zwolle. Zijn oudste broer Herman Heinrich Weitkamp was burgemeester van Ambt Hardenberg.
Getrouwd in 1898 met Jansje Hermina Iemhoff, met wie hij vijf kinderen kreeg. Zijn vrouw is vervolgens overleden in 1913 aan de tuberculose. Hij trouwde nadien met Janna Wilpshaar in 1915 en met haar zuster Jennigje Wilpshaar na 1929. De familie bewoonde de boerderij de Kamp aan de weg van Hardenberg via de Hogenweg naar Venebrugge en Duitsland. Deze weg werd bij besluit van Burgemeester en Wethouders van Hardenberg in 1946 naar hem vernoemd, wegens zijn werk als gemeenteraadslid, wethouder en als lid van de Provinciale Staten en lid van de Staten-Generaal. Voor zijn politieke werk kreeg hij twee onderscheidingen: Ridder in de Orde van Oranje-Nassau en Ridder in de Orde van de Nederlandse Leeuw.
Van beroep was hij landbouwer, hoewel hij voor zijn huwelijk herbergier en winkelier was in de zaak van zijn ouders in de Voorstraat te Hardenberg. Hij was lid van de Nederlands-hervormde Kerk te Hardenberg, maar hij vond dat de kerk in Hardenberg veel te licht was. Hij liep op zondagochtend geregeld via de stuw over de Vecht naar Heemse, waar de predikanten veel zwaarder waren. Hij heeft als onderwijs slechts de lagere school doorlopen, hoewel hij zich door zelfstudie wel Hebreeuws eigen gemaakt heeft.

## Politiek
Hij was gedurende het hele interbellum lid van de CHU-fractie van de Tweede Kamer der Staten Generaal. Zijn bijnaam in het parlement was "Krelis" of "Boer Weitkamp", maar de pers en zijn politieke tegenstanders namen hem veel serieuzer dan de andere boer in het parlement van die dagen: Arend Braat of "Boer Braat."
Boer Weitkamp: Mede door zijn traditionele Sallandse kledij met zwart vest en kettinghorloge markant CHU-Tweede-Kamerlid in het interbellum. Vertegenwoordiger van de Overijsselse zandboeren. Zeer vermogend. Werd in 1918 via voorkeurstemmen gekozen. Landbouw-woordvoerder van zijn fractie, die nog weleens naïviteit voorwendde, maar feitelijk een slim politicus was.— 
Boer Weitkamp werd in 1918 met voorkeurstemmen in de Kamer gekozen, vooral dankzij zijn Overijsselse plattelandspoëzie. Van hem komt de uitspraak dat een boer die twee grassprietjes laat groeien waar er eerst één stond, meer voor het vaderland doet dan alle politici bijeen. Toch was hij steeds vaker op het Binnenhof, het hele interbellum lang. De journalist D. Hans: 'Als ik 'm zie, denk ik onveranderlijk aan zoo'n dikken knoestigen knotwilg, zooals ze langs onze Hollandsche sloten staan.' Op prinsjesdag verscheen Weitkamp 'in z'n vierkanten trouwjas' onder een 'hoge hoed als een oud-vaderlandsch fregat, tegen alle stormen bestand'. H.W. Tilanus, al in 1922 Kamerlid, vond Weitkamp met al zijn simpelheid een wijs man.— 
Op 21 oktober 1940 weigerde hij de Ariërverklaring te tekenen: "Als vrije eigengeërfde boer heb ik bezwaar tegen het invullen van dit biljet. J. Weitkamp lid van den raad der gem. Stad Hardenberg." Hij was een van de zeven Nederlanders die dat toen weigerden.

## Overlijden
Jan Weitkamp overleed eind 1946 op 76-jarige leeftijd en werd begraven op de oude begraafplaats Kerkhof Nijenstede te Hardenberg. Er werd, zoals eerder al vermeld, datzelfde jaar besloten de weg waaraan zijn boerderij stond naar hem te vernoemen, en deze heet sindsdien Jan Weitkamplaan.
- Biografisch Portaal: 00637520
- Parlement.com: vg09llcuv6xy